# Società Vittorio Emanuele
La Società Vittorio Emanuele era una società di costruzione ed esercizio di linee ferroviarie fondata nel Regno di Sardegna nel 1853. Dopo il 1865 prese il nome di Società per le Strade Ferrate Calabro-Sicule. Tra 1871 e 1873 avvenne il riscatto della sua rete e la confluenza nella Società Italiana per le Strade Ferrate Meridionali.

## Storia

### Prodromi
Nella prima metà del XIX secolo vennero approntati progetti per collegare, via ferrovia, la Francia e la Savoia attraverso le Alpi e il Piemonte; L'attraversamento alpino avrebbe previsto una galleria sotto il Moncenisio e un percorso attraverso la valle della Maurienne e Chambéry.
Nel 1853 la Società Laffitte e Bixio avanzò al governo piemontese la proposta di costruzione di una ferrovia che, partendo da Modane e passando per Chambéry raggiungesse Ginevra; tale linea avrebbe preso il nome di Strada ferrata Vittorio Emanuele. Con il Regio decreto del 25 maggio del 1853 il progetto venne autorizzato con la conseguente costituzione della Società della ferrovia Vittorio Emanuele, i cui finanziatori erano in maggioranza francesi, con un capitale sociale di 50 milioni di Franchi ripartiti in 100 000 azioni da 500 Franchi ciascuna.
La concessione prevedeva una linea da Modane a Chambéry con biforcazione verso Saint-Genis-d'Aoste e la frontiera francese e per Aix-les-Bains e Annecy verso la frontiera con il cantone di Ginevra; sui fondi relativi ai lavori di costruzione veniva concessa una garanzia del 4,5%. La sede sociale era Chambéry, in Savoia; la società aveva anche un ufficio a Parigi. Il consiglio di amministrazione comprendeva oltre a Nino Bixio e Charles Laffitte anche Gustave Delahante, i signori André, Chaplin, Dailly, Eastope, Hope, Odier e i conti Martini e D'Avigdór.
La concessione venne modificata il 27 aprile 1854: sarebbe stata costruita soltanto una sezione di 85 km tra Aix-les-Bains e Saint-Jean de Maurienne via Chambéry.

### La società amplia le sue competenze
La società Vittorio Emanuele, alcuni anni dopo, dietro pressione del Cavour acquistò numerose azioni della "Società ferroviaria di Susa a Torino" e della società che eserciva la linea Torino-Novara (che era in grosse difficoltà) portando il proprio capitale sociale da 50 a 100 milioni di Franchi. Il 2 settembre 1856 veniva siglata una convenzione per la fusione societaria con la Società della ferrovia da Torino a Novara ufficializzata dalla legge 14 aprile 1857. Con la stessa convenzione lo Stato cedeva alla società la ferrovia di Susa.
La sede sociale venne quindi trasferita da Chambéry a Torino.
Il "salvataggio" della società di Novara comportò, nel 1857, l'acquisto di azioni della detta per 24 milioni di Franchi. Dopo l'acquisizione la "Vittorio Emanuele" prolungò la linea di Novara fino al Ticino e la raccordò alla linea di Susa.

### Cessione della Savoia alla Francia; prime difficoltà
Quando la Savoia venne ceduta alla Francia nel 1860 la Società Vittorio Emanuele si trovò nella difficile condizione di avere la propria rete divisa in due stati diversi dal nuovo confine, spostato dal Rodano alla linea di displuvio alpina. L'esercizio ferroviario doveva svolgersi ora sotto diverse normative e convenzioni. Alla società rimanevano in gestione, in territorio piemontese, le linee da Torino a Susa, da Torino a Novara e Magenta e le diramate Chivasso-Ivrea e Santhià-Biella e la Vercelli-Valenza.
Il (nuovo) governo italiano temporeggiava nelle trattative per definire gli accordi che infine sfociarono nell'assegnazione a carico dello Stato della gestione delle linee in Piemonte e nella nuova concessione alla società per la costruzione della futura rete calabro-sicula.
Il tutto venne definito nel corso dell'applicazione della legge 2279 del 14 maggio 1865 con cui si affidava alla suddetta società la concessione per la costruzione e l'esercizio delle future ferrovie calabro-sicule.

### La società si trasforma: le Calabro-sicule
La Vittorio Emanuele ottenne quindi la concessione delle linee calabro-sicule cedendo allo Stato, con la convenzione del 9 luglio 1863, le proprie tratte ferroviarie Torino-Susa e Torino-Novara dietro pagamento di una rendita annua di Lire 2 226 000.
La società, presieduta da Carlo Laffitte, era stata costituita con capitale interamente francese; quando ebbe ottenuta la concessione per la costruzione e l'esercizio delle linee ferroviarie calabro-sicule sostituì la Società Adami e Lemmi dei banchieri Pietro Augusto Adami e Adriano Lemmi di Livorno che pur avendo ottenuto con decreto dittatoriale del governo provvisorio di Garibaldi del 25 settembre 1860 la concessione per la costruzione delle ferrovie dell'Italia meridionale e insulare aveva però in seguito incontrato l'opposizione del nuovo governo italiano. La Società Vittorio Emanuele subentrò facilmente alla Società Adami e Lemmi anche perché era già proprietaria di una consistente partecipazione azionaria in quest'ultima.
Il 27 agosto 1863 affidò quindi la costruzione delle nuove linee ferroviarie a una società formata dai signori Parent, Schaken e C. e Salamanca che, il 25 settembre successivo, la subconcessero a un'ulteriore società in accomandita semplice formata dai signori Vitali, Picard, Charles e C. che era stata costituita a Parigi il 24 agosto 1862 i cui soci accomandanti erano Parent, Schaken e C. e gli accomandatari Vitali, Picard, Charles e Oscar Stevens.
Quest'ultima società appaltò ulteriormente la costruzione dei tronchi ferroviari Alcantara-Catania, Catania-Siracusa, ed i lavori della Stazione di Catania Centrale all'impresa Beltrami Gallone e C.
Nel 1866 non riuscendo a portare avanti i lavori per motivi finanziari, la Società Vittorio Emanuele pose in liquidazione, per scadenza di termini, la Società Vitali, Picard, Charles e C.
Il 29 novembre 1866 la Vittorio Emanuele stipulava una nuova convenzione con l'Impresa Generale per la costruzione delle strade ferrate calabro-sicule per continuare i lavori della Messina-Siracusa e della Palermo-Catania (tronco Termini-Lercara di km 40). Nel contempo venivano portati avanti anche i lavori di costruzione delle varie tratte della linea jonica (da Taranto a Reggio Calabria via Metaponto) che, iniziati nel 1866, si conclusero però nel 1875 dopo l'affidamento alla Società Italiana per le Strade Ferrate Meridionali e il finanziamento diretto da parte dello Stato.

### Il crollo economico
La "Vittorio Emanuele" per varie motivazioni legate al collocamento di azioni sul mercato parigino e in crisi di liquidità si dichiarò impossibilitata a proseguire i lavori intrapresi nelle linee calabro-sicule in un'ulteriore convenzione del 17 novembre 1867 con il governo del Regno.
Il motivo per cui l'imprenditoria straniera (il capitale era in massima parte francese) era così interessata alle nuove infrastrutture era determinato dal fatto di potersi collegare ai centri minerari più ricchi di zolfo, dato che a quel tempo la Sicilia era il maggior produttore mondiale del prezioso minerale, primato che alcuni decenni dopo sarebbe passato al Texas, e poterlo trasportare verso i porti di imbarco di Palermo, Porto Empedocle, Licata e Catania.
Anche lo studio dei tortuosi tracciati e la priorità seguita nella scelta dei tronchi da attivare fu condizionato sostanzialmente da tali presupposti. Tali scelte determinarono in non pochi casi allungamenti notevoli del tracciato complessivo con effetti oltremodo negativi a lungo termine.
Alle soglie degli anni settanta, i lavori di costruzione delle linee si erano arenati del tutto per le difficoltà economiche della società e lo Stato dovette intervenire per proseguire, con propri stanziamenti di capitali, i lavori affidandoli alla Società Italiana per le Strade Ferrate Meridionali.

## Linee concesse inizialmente
Strada ferrata Vittorio Emanuele: concessione per una linea da Modane a Chambéry con biforcazione verso Saint-Genis-d'Aoste/frontiera francese e per Aix-les-Bains e Annecy verso la frontiera con il cantone di Ginevra.
Tratte costruite:
- Aix-les-Bains-Saint-Jean-de-Maurienne, 20 ottobre 1856
- Saint-Jean-de-Maurienne-Saint-Innocent, 1857
- Saint-Innocent- Rhône (Chanaz), 1858.

## Linee acquisite antecedentemente all'Unità d'Italia
- da Torino al Ticino (via Vercelli), 110 km.
- da Torino a Susa, 53 km
- Chivasso-Ivrea, 34 km
- Santhià-Biella, 30 km
- da Torino P.N a Torino P. Susa, 5 km
- Vercelli-Valenza (via Casale), 42 km

Complessivamente la rete esercita dalla società assommava a 274 km di lunghezza

## Rete calabro-sicula: linee costruite dalla Vittorio Emanuele

### Linee della Sicilia
Il tronco Palermo-Bagheria, inaugurato il 28 aprile 1863, fu il primo tronco della rete calabro-sicula.
- Messina-Catania, 96 km (inaugurazione 1866-1867)
- Catania-Siracusa, 87 km (inaugurazione 1869-1871)
- (Palermo)-Termini-Lercara Bassa, 76 km (inaug.1863-1870)
- Catania-Leonforte, 70 km (inaugurazione 1869-1870)

Totale Km. 329, costruiti dalla società Vittorio Emanuele.

### Linee della Calabria
- Taranto-Metaponto-Crotone-Reggio Calabria. I lavori iniziati nel 1866 si conclusero nel 1875 dopo che lo Stato ne finanziò il completamento affidato alla Società Italiana per le Strade Ferrate Meridionali.

## Rete calabro-sicula: linee completate o costruite a carico dello stato
In totale 220 km, costruiti in Sicilia con il finanziamento dello Stato, completati dopo il fallimento della Vittorio Emanuele dalla Società Italiana per le Strade Ferrate Meridionali.
- Stazione di Palermo-Porto, chilometri 6
- Lercara-Girgenti-Porto Empedocle, chilometri 67
- Leonforte-Caltanissetta-Canicattì-Licata, chilometri 118
- Campofranco-Serradifalco, chilometri 29
- Tratta Caltanissetta Centrale-Stazione di Canicattì, 26 settembre 1876
- Tratta Santa Caterina-Santa Caterina Xirbi ( Stazione di Caltanissetta Xirbi dal 1927 in poi), 8 aprile 1878
- Tratta Canicattì-Aragona Caldare, 3 novembre 1880
- Galleria di Marianopoli tra Roccapalumba e Xirbi, 1º agosto 1885

Dal 1881 avveniva il collegamento tra Palermo e Catania con trasbordo su diligenza in corrispondenza della galleria.
- Tratta Canicattì-Favarotta, 23 maggio 1880
- Tratta Favarotta-Licata, 24 febbraio 1881

## Rotabili
Al momento dell'inaugurazione del primo tronco siciliano, Palermo-Bagheria (28 aprile 1863) erano presenti le locomotive a vapore denominate Archimede, Diodoro e Novelli, costruite dall'Ansaldo. Queste macchine, numerate SFCS 1-3, nel 1885 cedute alla Rete Mediterranea che le numerò RM 2764-2766, confluirono infine nel gruppo 113 delle Ferrovie dello Stato, come FS 1147-1148 (la n. 1 era stata già demolita), e vennero demolite entro il 1907.